# Золотий лелека 2009
«Золоти́й леле́ка 2009» — ІІІ Всеукраїнський конкурс на найкращі прозові твори для дітей. 

## Журі конкурсу
Склад основного журі:
1. Леся Воронина (голова журі) — письменниця, журналістка, член Спілки письменників України, член Асоціації Українських письменників.
2. Зірка Мензатюк (заступник голови журі) — письменниця, член Національної Спілки письменників України.
3. Іван Андрусяк — письменник, літературний критик, перекладач, член Спілки письменників України.
4. Тарас Компаніченко — кобзар, бандурист та лірник, заслужений артист України.
5. Лариса Масенко — доктор філологічних наук, професор, завідувач кафедри української мови Національного університету «Києво-Могилянська академія».
6. Галина Малик — письменниця, член Національної спілки письменників України.
7. Олекса Негребецький — перекладач.
8. Марина Павленко — письменниця, член Національної Спілки письменників України.
9. Ірен Роздобудько — письменниця, журналістка, член Національної Спілки письменників України.
10. Володимир Рутківський — письменник, член національної Спілки письменників України.
11. Ярина Скуратівська — координатор-ведуча програм «ЕРА-радіо».

Склад дитячого журі:
- Сворень Наталія та Маслун Анастасія — постійні читачі Національної бібліотеки України для дітей.
- Даниленко Наталія (Ліцей № 142 м. Києва, 7 кл.) та Федюк Софія (Ліцей № 142 м. Києва, 5 кл.) — читачі Центральної бібліотеки ім. Т. Г. Шевченка для дітей м. Києва.

## Переможці
Номінація «Літературна казка»
- Перша Премія — Галина Романенко (м. Боярка Київської обл.) за твір «Вікно до собаки»;
- Друга Премія — Катерина Штанко (м. Київ) за твір «Яскрава сонячна ніч».

Номінація «Пригодницька повість»:
- Перша Премія — не визначена журі;
- Друга Премія — Олег Чуйко (м. Ірпінь Київської обл.) за твір «Не-тинейджер»;
- Третя Премія — Катерина Булах (м. Кременчук Полтавської обл.) за твір «Не все котові масляна».

Рішенням дитячого журі визначено переможців:
- У номінації «Літературна казка» — Тамара Клюкіна (м. Біла Церква Київської обл.) за твір «Славчик і грім»;
- У номінації «Пригодницька повість» — Андрій Бачинський (м. Львів) за твір «Пригоди Остапа і Даринки».

Переможці, які отримали заохочувальні премії:
- Номінація «За природні веселощі» — Тамара Клюкіна (м. Біла Церква Київської обл.) за твір «Славчик і грім»;
- Номінація «За вишукану інтерпретацію старовинних легенд Закарпаття» — Олександр Гаврош (м. Ужгород Закарпатської обл.) «Сказання Срібної Русі»;
- Номінація «За героїчний порятунок сестрички» — Андрій Бачинський (м. Львів) за твір «Пригоди Остапа і Даринки»;
- Номінація «Шукачам скарбів, які ніколи не втрачають оптимізму» — Катерина Бібчук (м. Чернігів) за твір «Літо скарбів»;
- Номінація «Вибір видавця» — Галина Лановенко (м. Жашків Черкаської обл.) за твір «Срібна вода».